# Перри, Лили Мэй
Лили Мэй Перри (англ. Lily May Perry; 5 января 1895, Хавлок — 11 марта 1992, Хингем) — канадско-американский ботаник.

## Биография
Лили Мэй Перри родилась в Канаде, в Нью-Брансуике, 5 января 1895 года. Она училась в школе, а затем в колледже в Фредериктоне. После этого Лили Мэй на протяжении нескольких лет работала школьной учительницей. Дальнейшее обучение она продолжила в Университете Акадия, который закончила в 1921 году со специализацией по биологии, и в колледже Рэдклифф в Кембридже (Массачусетс).
Окончив колледж, Лили Мэй с 1925 по 1930 год работала ассистентом в гербарии Грея (Gray Herbarium) в Гарвардском университете. Летом 1929 года она отправилась, вместе с Мюриэл Роско из Гарвардского университета, в ботаническую экспедицию на Остров святого Павла, расположенный между северной оконечностью Новой Шотландии и Ньюфаундлендом. В то время подобное путешествие двух женщин без сопровождения на столь большое расстояние было неслыханным предприятием. В течение лета им удалось собрать 2360 образцов флоры, а итогом экспедиции стала публикация «Сосудистая флора острова Святого Павла» («The Vascular Flora of St. Paul Island», 1931).
В 1930 году Перри начала работу над докторской диссертацией в Университете Вашингтона в Сент-Луисе и в 1932 году защитила её. Темой работы был обзор североамериканских видов рода Вербена. Несмотря на выдающиеся академические достижения, Перри не могла найти постоянную работу в Канаде. В итоге она вернулась в Кембридж, где возобновила свою работу ассистентом в гербарии. Кроме того, Перри работала в дендрарии Арнольда. В 1938 году она приняла американское гражданство.
Во время пребывания в Кембридже Лили Мэй Перри сотрудничала с ботаником Элмером Дрю Мерриллом. Их совместная работа началась с публикации 1937 года о семействе Myrtaceae и продолжалась до 1953 года. Работа Перри в Гарварде продолжалась до 1964 года. За это время она написала монографию «Использование растений юго-восточной Азии в медицине» (The Medicinal Uses of Plants of Southeastern Asia), которая была опубликована в 1980 году.
Лили Мэй Перри умерла в 1992 году в Хингеме (Массачусетс).